# はたらくチョコボ
『はたらくチョコボ』は、2000年9月21日にスクウェア（現スクウェア・エニックス）から発売された開拓シミュレーションゲーム。ファイナルファンタジーシリーズに登場するチョコボが未開の地を開拓する。
かつてのゲームボーイ版『サガ』の開発チームが担当。先行して発売された『チョコボの不思議なダンジョン for WonderSwan』は発売元がバンダイであるため、実質的にはスクウェアのワンダースワン参入第1弾となる。スクウェアが携帯型ゲーム用ソフトを発売するのは『時空の覇者 Sa・Ga3』（ゲームボーイ）から約9年振りである。
モノクロ画面であるワンダースワン対応のソフトであるが、約3ヶ月後に発売したワンダースワンカラーにも対応しており、カラー画面でプレイすることが可能。スクウェアの携帯型ゲームでは初のカラー表示対応タイトルとなっている。
捕まえた野生のチョコボや、最初から持っていたチョコボを使用できるほか、隠しチョコボや、公開されていない不思議な能力を持つチョコボも存在する。チョコボには「きこり」「農耕」「穴掘り」「水くみ」の4つのジョブがある。

## キャラクター
シド
開拓の進行を取り仕切る人物。開拓地の管理局に勤めている。『チョコボの不思議なダンジョン2』の同名人物と同様のデザインのキャラクター。